# アニエラフェスタ
アニエラフェスタ（Aniera Festa）は、長野県で開催されている漫画・アニメ関連のイベント。2022年からは「ナガノアニエラフェスタ」の名称で開催。

## 概要
長野県松本市のアニメ関連会社「アニエラ」が中心となり長野県初の野外アニメソングイベントとして2017年より開始。2018年には会場を佐久市駒場公園に移しコスプレイベントやフリーマーケットも展開する。

## 開催一覧

### 2017年
- タイトル：アニエラフェスタ2017 in 白馬岩岳
- 会場：白馬岩岳スノーフィールド
- 開催日：2017年9月17日
- 主催：アニエラ
- 共催：白馬観光開発
- 後援：白馬村観光局、長野県観光機構、HAKUBA VALLEY、NSDトラベル
- 協賛：ピーエムオフィスエー PLUM、泉精器製作所、パラレルドリーム、三村興業、三日月堂
- 協力：アニエラ 超新星、スタジオソニック、でんぱ☆ツウシン、薄井商店 白馬錦、フルグラフィックファクトリー、APINA

関連イベント
- アニエラフェスタ アフターパーティー
  - 会場：スタジオソニック（松本市）
  - 日程：12月10日
  - 出演
    - 歌手：やのあんな（livetune+）、Yun*chi、RY's
    - DJ&MC：masato、菊禅、あいむ

### 2018年
- タイトル：アニエラフェスタ2018
- 会場：佐久市駒場公園[2]
- 開催日：2018年9月1日
- 主催・企画制作：アニエラ
- 後援：佐久市観光協会、長野県観光機構
- 協賛：三村興業、さぶこみゅ、スタジオソニック、NET CATCHER @PINA・APINA

### 2019年
- タイトル：アニエラフェスタ2019
- 会場：佐久市駒場公園[2]
- 開催日：2019年9月14日
- 主催：アニエラ、シーカーズエクスデザイン、テレビ信州
- 後援：長野県観光機構
- 協賛：APINA、マクセルイズミ
- 企画制作：アニエラフェスタ実行委員会

関連イベント
- ネクラボックス×アニエラ 合同オーディションイベント 『ネクエラ』
  - 日程：7月13日
  - 会場：MATSUMOTO Sound Hall aC（松本市）
  - アニエラフェスタ2019ファントムステージ出演権を賭けたDJやバンド等のアニメ・特撮ソングパフォーマーを対象としたライブオーディションイベント。
    - スペシャルゲスト審査員・ライブ：Yun*chi
    - 出演アーティスト：アンソニー、MOMOKO、大塚琴子、四月一日まゆ、水谷アニキ
    - 出演DJ：が乃、ohigeCat & KyoChang

### 2020 to 2021（中止）
2020年に「アニエラフェスタ2020」として開催を予定していたが新型コロナウイルス感染症拡大の影響により延期を発表、その後2021年6月23日に「ナガノアニエラフェスタ 2020 to 2021」として2日間構成に拡大し再開催を発表。感染症対策のため収容人数5000人以下・コスプレイベント「acosta!」の中止や来場者数把握のため従来無料としていたDJパフォーマンスを中心とした「ファントムステージ」も有料開催とし、更に8月31日に収容人数を3000人以下・佐久平駅から会場までのシャトルバスの運行・不織布マスクの配布といった感染対策の強化を発表していた。
しかし、佐久市民及び医療関係者からの抗議を受け長野県や佐久市とともに協議を行い、感染リスクの増加や医療逼迫を懸念する形で中止の判断に至り、9月3日に中止が発表された。長野県と佐久市は財政支援を行い佐久市長は今後の共催事業の検討を表明している他、アニエラはCAMPFIREにて運営費調達を目的にイベントグッズや地元特産品を返礼品としたクラウドファンディングを実施。
- タイトル：ナガノアニエラフェスタ 2020 to 2021
- 会場：佐久市駒場公園
- 開催日：2021年9月18日 - 19日
  - 当初は2020年9月12日に予定。
- 主催・企画制作：ナガノアニエラフェスタ実行委員会
- キービジュアルデザイン：米山舞[2]

### 2022年
- タイトル：アニエラフェスタ2020〜22
- 会場：佐久市駒場公園
- 開催日：2022年9月17日 - 18日
- 主催・企画制作：ナガノアニエラフェスタ実行委員会

### 2023年
- タイトル：ナガノアニエラフェスタ2023
- 会場：佐久市駒場公園
- 開催日：2023年9月16日 - 17日
- 主催・企画制作：ナガノアニエラフェスタ2023実行委員会（アニエラ、ぴあ、東京メトロポリタンテレビジョン、シーカーズエクスデザイン）
- 後援：長野県
- 備考：初日（16日）は途中から落雷の影響により、有料ステージ（テンペスト、ファントム）での公演が途中打ち切り[7]となった。

### 2024年
- タイトル：ナガノアニエラフェスタ2024
- 会場：佐久市駒場公園
- 開催日：2024年9月21日 - 22日
- 主催・企画制作：ナガノアニエラフェスタ2024実行委員会（アニエラ、ぴあ、東京メトロポリタンテレビジョン、シーカーズエクスデザイン）
- 後援：長野県
- 備考：最終日（22日）は後述の刺傷事件の影響により、14時以降の全ステージが中止となった。

### 2025年
- タイトル:ナガノアニエラフェスタ2025
- 会場：佐久市駒場公園
- 開催日：2025年9月13日　- 9月14日

## 殺人未遂事件
2024年9月22日、開催中のイベント会場で32歳の男性が刺される殺人未遂事件が発生した。当日は21組のアーティストが出演予定だったが、「会場内で来場者同士のトラブルが発生した」として、午後の公演並びにacosta!の中止が発表された。
警察は神奈川県相模原市在住の元アルバイト従業員だった38歳の男を殺人罪未遂の疑いで逮捕した。男は「殺すつもりで刺した」という趣旨の供述をしており、容疑を認めているという。
捜査関係者によると、男は同じ声優を推す男性ファンに怨みを抱いていたという（同担拒否）。しかし、刺された男性との間に面識はなく、怨みを抱いたファンと勘違いした可能性が指摘されている。